# Codinacs
Codinacs és una masia de Vic (Osona) inclosa a l'Inventari del Patrimoni Arquitectònic de Catalunya.

## Descripció
Edifici civil. Masia de planta rectangular coberta a dues vessants i amb el carener perpendicular a la façana, orientada a migdia. Consta de planta baixa i dos pisos. Adossat a la façana i ocupant-ne mitja, hi ha un cos de porxos cobert a tres vessants que s'eleva fins a nivell del segon pis; les obertures són d'arc rebaixat, sostingudes per pilars i baranes de fusta, a la façana hi ha, també adossat, un cobert de construcció recent. El sector de llevant presenta unes obertures que la resta de l'edificació i un balcó a nivell del primer pis.
Hi ha un mur que envolta la casa, la lliça i l'hort, amb un portal que es troba a la part de llevant.
L'estat de conservació és mitjà. Construïda amb pedra, tàpia i arrebossada.

## Història
Malgrat ser una masia de construcció rònega, la trobem registrada al fogatge de la parròquia i fora murs de la ciutat de Vic (1553). No s'ha trobat cap llinda que informi de les reformes o ampliacions del mas.